# Konrad Gamper
Konrad Gamper (ur. 30 kwietnia 1846 w kantonie Thurgau w Szwajcarii, zm. 17 września?/29 września 1899 w Kramatorsku) – szwajcarski konstruktor, menadżer i przemysłowiec.
Od siedemnastego roku życia terminował u ślusarza, a następnie sam pracował jako ślusarz. Pogłębiał wiedzę drogą samokształcenia; później ukończył studia politechniczne.
W latach 1867–1873 pracował w różnych zakładach we Francji, Niemczech i Austro-Węgrzech. W 1874 r. otrzymał stanowisko konstruktora w fabryce Gustava Heinricha von Ruffera we Wrocławiu. Zaprojektował dwa mosty żelazne przez Odrę, jak również wiadukt kolejowy pod Kędzierzynem-Koźlem. W 1876 roku objął funkcje dyrektora fabryki kotłów parowych i mostów żelaznych w Hucie Piła (Pielahütte) nad kanałem Kłodnickim w Rudzińcu koło Gliwic.
W 1880 r. Rosja wprowadziła wysokie cło przywozowe, stwarzając pomyślne warunki dla rozwoju przemysłu na ziemiach Królestwa Kongresowego. Wiele niemieckich przedsiębiorstw zakładało tam swoje fabryki. Gamper zaproponował von Rufferowi założenie na terenie Zagłębia Dąbrowskiego filii zakładów.
Z powodu braku zainteresowania ze strony von Ruffera, przyjął propozycję Wilhelma Fitznera, właściciela fabryki w Siemianowicach o uznanej technologii wytwarzania kotłów, rur i spawania. Nowa fabryka powstała w 1881 roku w Konstantynowie, obszarze między Sielcem a Środulą dziś dzielnicach Sosnowca, na działce kupionej od rodziny hrabiego Renarda. Gamper został jej dyrektorem. Według planu, zakład miał świadczyć naprawy, tymczasem już w pierwszym roku działalności wyprodukowano 40 kotłów. Produkcja szybko się rozwijała, obejmując zasięgiem zbytu całe imperium. W ciągu niespełna dwóch pierwszych dekad istnienia firma dostarczyła konstrukcje metalowe dla ośmiu wielkich pieców w Polsce i sześciu fabryk w południowej Rosji. W 1893 roku do zakładu dołączona została odlewnia i fabryka maszyn w Dąbrowie Górniczej. W 1895 r. wykupił udziały od Fitznera. W 1889 r. uzyskał patent w USA dotyczący kotłów rurowych. Był wtedy, według aplikacji patentowej, poddanym cesarza Rosji i mieszkał w Sielcu.
Ze względu na lokalizację zakładów w Zagłębiu Dąbrowskim, gdzie parametry rudy i węgla były niewystarczające i trzeba było surowce importować zza bliskiej granicy, co z uwagi na wspomniane cła negatywnie wpływało na koszty produkcji, Gamper postanowił ruszyć dalej na wschód. Przyjął obywatelstwo rosyjskie, przeniósł się z rodziną do Moskwy, gdzie w drugiej połowie 1896 r. został przyjęty do stanu kupieckiego. W 1896 r. nabył działkę w Kramatorsku w guberni charkowskiej. Wiosną 1897 r. ukończono budowę głównych warsztatów zakładu, który Gamper wydzielił do odrębnej spółki. Łączna wartość jego majątku osiągnęła 6,5 miliona rubli.
Oprócz działalności na własny rachunek, zarządzał również majątkami i kopalniami księcia Hohenlohe, był prezesem rady nadzorczej walcowni „Milowice”, a także dyrektorem zarządu towarzystwa akcyjnego Augusta Repphana w Warszawie.

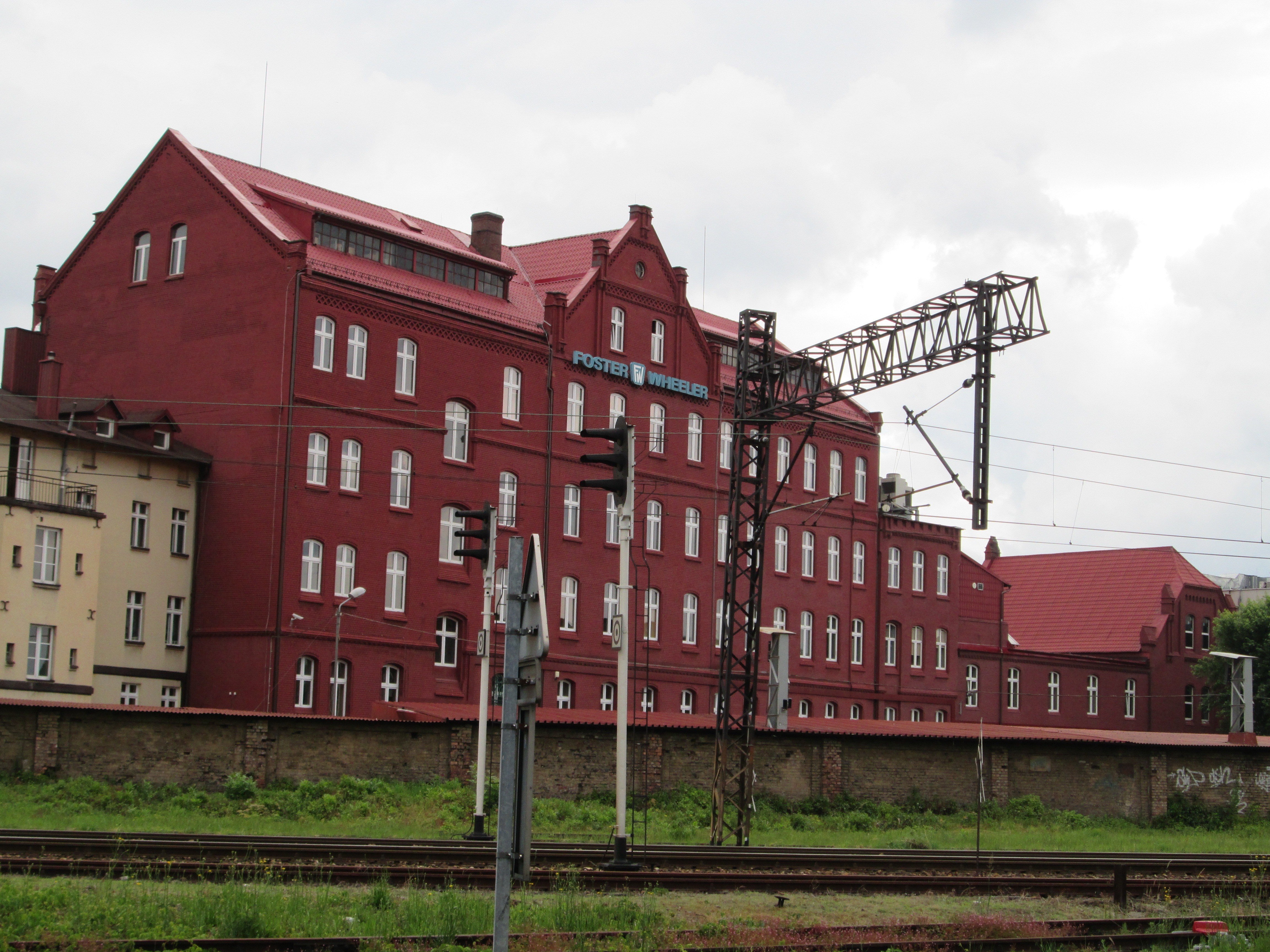
Budynek dyrekcji fabryki kotłów współcześnie

W 1897 r. fabrykę sosnowiecką przekształcono w spółkę pod nazwą Towarzystwo Akcyjne Zakładów Kotlarskich i Mechanicznych „W. Fitzner i K. Gamper”, którego Gamper był głównym udziałowcem, prezesem i dyrektorem zarządu. Jej akcjonariuszami oprócz właścicieli zostali A. Borsig Maschinenbau AG z Berlina oraz łódzcy przemysłowcy – Karol Scheibler i Alfred Biedermann. Firma posiadająca wiele filii i przedstawicielstw, stała się jednym z najpoważniejszych przedsiębiorstw w całym imperium. Oprócz kotłów produkowała konstrukcje stalowe, aparaturę dla cukrowni, gorzelni, browarów i fabryk chemicznych oraz żurawie, krany i in. Kotły zaprojektowane przez Gampera zostały zainstalowane w Pałacu Zimowym w Petersburgu, a także w innych pałacach Jego Cesarskiej Mości. W 1928 r. fabryka kotłów parowych Fitzner&Gamper połączyła się z sanocką wytwórnią wagonów kolejowych, kotłów i maszyn Ludwika Zieleniewskiego i była zakładem filialnym w Sosnowcu. Rok później zostaje włączona do spółki brytyjskiej, jako Polskie Zakłady Babcock i Witcox oraz L. Zieleniewski i Fitzner-Gamper w Krakowie. W trakcie II wojny światowej fabryką zarządzał Ferrum A.G. z siedzibą w Katowicach. W 1948 roku zakład został upaństwowiony, jako Zakłady Budowy Urządzeń Kotlarsko-Mechanicznych zakład nr 1 w Sosnowcu. W 1971 roku nazwa zostaje zmieniona na Fabrykę Kotłów Przemysłowych FAKOP. W 1989 roku po modernizacjach głównym właścicielem spółki jest Foster Wheeler Energy Fakop produkujący nowoczesne kotły fluidalne. W 2017 zakład został nabyty przez fińską spółkę Sumitomo SHIFW tworząc SHIFW Energia Fakop.
Gamper zmarł nagle na atak serca. Jego ciało zostało przetransportowane do Sosnowca i pochowane na cmentarzu ewangelickim. W 1990 roku, w 110 rocznicę założenia fabryki kotłów, jej załoga ufundowała mu grobowiec.